# 中央嶼
中央嶼，又稱大央嶼，西衛當地里民因其島嶼形狀似男性陰囊，而稱為南佩仔（台語漢字：𡳞脬仔，台羅： lān-pha á）。為台灣澎湖縣馬公市的一個島嶼，面積約0.0116平方公里，為馬公市面積最小的島嶼。島嶼位在西衛里尖山角東北方600公尺處，最高處約高11公尺，退潮時可以由西衛里尖山角涉水登島。  